# Marina Soboleva
Marina Mijáilovna Soboleva –en ruso, Марина Михайловна Соболева– (27 de enero de 1961) es una deportista soviética que compitió en esgrima, especialista en la modalidad de florete. Ganó tres medallas en el Campeonato Mundial de Esgrima entre los años 1981 y 1986.

## Palmarés internacional
| Campeonato Mundial | Campeonato Mundial         | Campeonato Mundial | Campeonato Mundial  |
| Año                | Lugar                      | Medalla            | Prueba              |
| ------------------ | -------------------------- | ------------------ | ------------------- |
| 1981               | Clermont-Ferrand (Francia) | Medalla de oro     | Florete por equipos |
| 1985               | Barcelona (España)         | Medalla de bronce  | Florete por equipos |
| 1986               | Sofía (Bulgaria)           | Medalla de oro     | Florete por equipos |